# Vâlcelele, Constanța
Vâlcelele (în trecut Valalî, în turcă Valalı) este un sat ce aparține orașului Negru Vodă din județul Constanța, Dobrogea, România. Se află în partea de sud a județului,  în Podișul Negru Vodă.